# Samantha Mumba
Samantha Tamania Anne Cecilia Mumba (ur. 18 stycznia 1983 w Dublinie) – irlandzka piosenkarka pop, aktorka i modelka, pochodzenia zambijskiego. Popularność zdobyła w 2000 r. wydając debiutancki singiel „Gotta Tell You”, który znalazł się w pierwszej dziesiątce w Irlandii, Wielkiej Brytanii i USA. Wystąpiła w kilku filmach, z których najbardziej znanym jest „Wehikuł czasu” z 2002 r.

## Filmografia
| rok  | tytuł filmu     |
| ---- | --------------- |
| 2002 | Wehikuł czasu   |
| 2003 | Spin the Bottle |
| 2005 | Boy Eats Girl   |
| 2006 | Johnny Was      |
| 2006 | 3 Crosses       |

## Albumy
| rok  | tytuł          |
| ---- | -------------- |
| 2000 | Gotta Tell You |
| 2006 | The Collection |

## Single
- 2000: Body to Body
- 2000: Gotta Tell You
- 2001: Always Come Back to Your Love
- 2001: Baby Come On Over
- 2001: Don't Need You To
- 2001: Lately
- 2002: I'm Right Here
- 2008: Gotta Tell You (Micky Modelle Vs. Samantha Mumba)